# 廖晓义
廖晓义是北京地球村的创办人。1986年毕业于中山大学哲学系，获硕士学位，在中国社会科学院做助理研究员。1990年开始发表环境论文，并成为环境影视的独立制片人。

## 生平
1993年至1995年在美国北卡罗莱纳州立大学政治与公共管理系国际政治专业做访问学者。
1996年创办了北京地球村环境文化中心。
自1991年以来，发表关于“中国工业化和环境代价”等论文40多万字，主编了《公民环境行为规范》、《绿色社区手册》等书，拍摄《全球环保之旅》等电视片一百多部，策划和组织了一系列以“绿色生活”为主题的环境论坛和公民环保活动，并建立了面积为180公顷的绿色生活培训基地。
2000年，廖晓义获“苏菲奖”，并被北京2008年奥运申办委员会聘为环保顾问。
2001年被全国人大环资委、国家环保总局等部门授予“绿色文明大使”称号，并获2001年澳大利亚最高环境奖“班克西亚国际环境奖”，还成为2001年“《中国妇女》时代人物”。